# Cochisea rigidaria
Cochisea rigidaria là một loài bướm đêm trong họ Geometridae.